# Mohammed VI al-Ahmar
Abû `Abd Allâh al-'Ahmar al-Ghâlib Mohammed VI ben Ismâ`îl ou Abû Sa`îd Mohammed VI al-'Ahmar ben Ismâ`îl est le dixième émir nasride de Grenade. Surnommé Al-'Ahmar (le Cramoisi) ou peut-être Al-'Asmar (le Brun). Il est né en 1332. Il meurt en 1362, après quoi Mohammed V al-Ghanî reprend le pouvoir.

## Biographie
Abû `Abd Allâh Mohammed ou Abû Sa`îd Mohammed est un Nasride dévoré d'ambition qui, avec l'aide d'Abû al-Walîd Ismâ`îl, demi-frère cadet de Mohammed V al-Ghanî, et Miriam, la mère d'Ismâ`îl, fomente un coup d'État pour renverser Mohammed V al-Ghanî.

### Le coup d'État
Le 21 août 1359, une centaine d'insurgés escaladent les murs de l'Alhambra, surprennent la garde et assassinent le hâgib Abû an-Nûr Radhwân. Abû al-Walîd Ismâ`îl prend le pouvoir. Mohammed al-Ghanî parvient à s'enfuir. Il se réfugie avec sa famille chez les Mérinides au Maroc.

### Le règne
Le règne d'Ismâ`îl est bref. Le 28 juin 1360, Mohammed al-'Ahmar le fait assassiner ainsi que ses frères et ses vizirs. Il prend le pouvoir sous le nom de Mohammed VI. Il ne tarde pas à mécontenter la cour et le peuple de Grenade par sa brutalité, sa grossièreté et sa nervosité. Il fait un échange d'ambassadeurs avec l'ennemi Pierre IV d'Aragon « le Cérémonieux ».
Peu de temps après, Pierre le Cruel vainc les Aragonais et Henri de Trastamare à la bataille de Nájera. Il peut désormais venir en aide à Mohammed al-Ghanî. Fin février/début mars 1362, Pierre le Cruel et Mohammed al-Ghanî se rencontrent à Castro del Río et marchent vers Grenade. Mohammed al-'Ahmar s'enfuit vers Séville où il est pris et exécuté par deux soldats de Pierre le Cruel, le 25 avril 1362.
Mohammed V al-Ghanî reprend son trône.